# Український Вісник (журнал)
«Український Вісник» (пол. Ukraińskie Wieści) — телевізійний журнал на польскому телеканалі TVP3 Olsztyn, що виходить раз на два тижні.

## Про програму
В «Українському віснику» обговорюються найважливіші проблеми, події та теми, що стосуються українських меншин Вармінсько-Мазурського воєводства, де знаходиться найбільше відсоткове скупчення української нацменшини в Польщі (39 %, тобто, 11 881 чоловік, за даними Національного Перепису 2002 року). Програма ведеться українською мовою з польськими субтитрами.